# Governació del Tucumán
La Governació del Tucumán o Província del Tucumán, Juríes i Diaguitas va ser una entitat territorial integrant de l'Imperi Espanyol en àrees avui pertanyents al nord-oest de la República Argentina.

## Història

### Antecedents

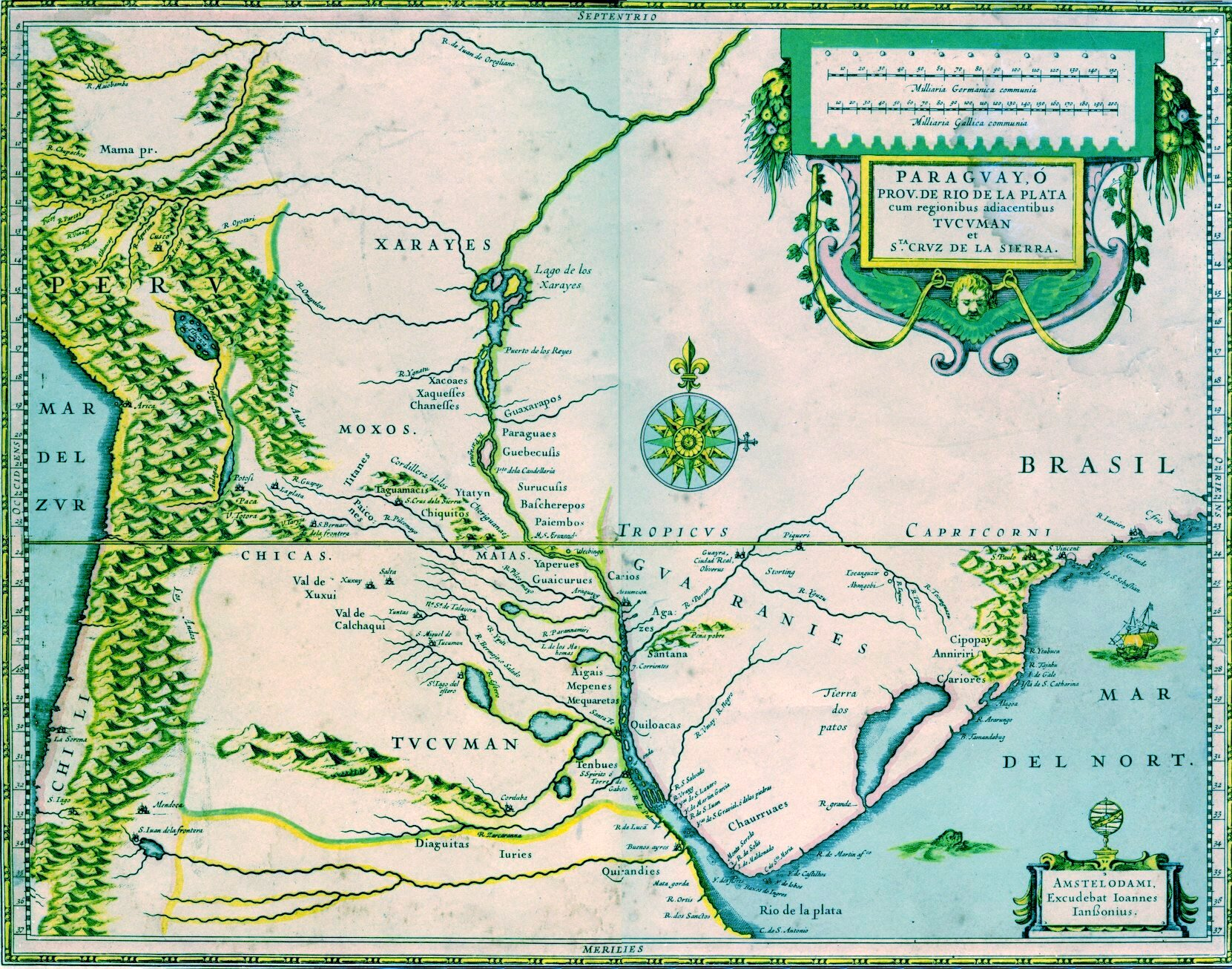
Mapa de la província de Río de la Plata, amb les regions de Tucumán i Santa Cruz de la Sierra, ca. 1600

Els territoris que després constituirien la governació del Tucumán van estar dividits entre dues de les governacions creades el 21 de maig de 1534 per l'emperador Carles I (la governació de Nova Toledo (per Diego de Almagro) i la governació de Nova Andalusia (per Pedro de Mendoza)). Cadascuna d'aquestes governacions tenia 200 llegües d'ample de nord a sud i abastava des de la costa de l'oceà Pacífic fins a la costa atlàntica i línia de la demarcació amb Portugal, sent el límit entre ambdues el paral·lel 25 ° 31 ' 36 "S.
La part occidental de la futura governació va quedar després inclosa dins de la governació de Nova Extremadura, que el cabildo de Santiago de Xile va atorgar de facto a Pedro de Valdivia, i aquest va acceptar l'11 de juliol de 1541. En 1548, Valdivia va obtenir del president de la Reial Audiència de Lima i governador del Perú, Pedro de la Gasca, la confirmació de la governació de Nova Extremadura (confirmada per l'emperador Carles I el 1552). La seva jurisdicció va ser fixada en:
| « | (castellà) ... por gobernación y conquista desde Copiapó, que está en 27 grados de altura de la línea equinoccial a la parte del sur, hasta 41 de la dicha parte, procediente norte sur derecho por meridiano, e de ancho entrando en la mar a la tierra hueste leste cien leguas. | (català) ... per governació i conquesta des de Copiapó, que està en 27 graus d'altura de la línia equinoccial a la part del sud, fins a 41 de l'aquesta part, procedent nord sud dret per meridià, i d'ample entrant a la mar a la terra a cent llegües a l'est. | » |

El 19 de juny de 1549, La Gasca va atorgar provisió al capità Juan Núñez de Prado perquè fes una expedició al Tucumán, fundés una ciutat amb cabildo i repartís terres entre els veïns. Núñez de Prado va rebre el títol de capità i justícia major de la ciutat a fundar sota dependència del Perú:
| «                   | (castellà) Por que vos el capitán Juan Núñez de Prado: habéis de hacer la pacificación de los naturales y población de pueblo y poblar a la provincia del Tucumán. Por cuanto somos informados que adelante de la (...) provincia de los Charcas de los nuestros reinos del Perú está una provincia que se llama en lengua de indios Tucumán (...) fue acordado que a vos Juan Núñez de Prado, vos cometamos e mandamos que vais con gente que para ello fuere necesaria a la dicha provincia del Tucumán y en la parte y sitio que os pareciera más conveniente para poblar, pobléis un pueblo y desde él procuréis de traer en paz a todos los caciques principales e indios de las dichas provincias y su comarca (...) y así poblado el dicho pueblo nombraréis regidores y otros oficiales de cabildo (...) y para que mejor y con más reputación podáis hacer y efectuar todo lo sobre dicho, vos criamos y hacemos Capitán y Justicia Mayor en el dicho pueblo que así poblaredes (...) y vos obedezcan y acaten (...) y cumplan vuestros mandamientos. | (català) Per que vós el capità Juan Núñez de Prado: heu de fer la pacificació dels naturals i població de poble i poblar a la província del Tucumán. Puix que som informats que endavant de la (...) província dels Charcas dels nostres regnes del Perú està una província que es diu en llengua d'indis Tucumán (...) va ser acordat que a vós Juan Núñez de Prado, vós cometem i manem que aneu amb gent que per a això sigui necessària a aquesta província del Tucumán i en la part i lloc que us semblés més convenient per poblar, pobleu un poble i des d'ell procureu de portar en pau a tots els cacics principals i indis de les aquestes províncies i la seva comarca (...) i així poblat el dit poble nomenareu regidors i altres oficials de cabildo (...) i perquè millor i amb més reputació pugueu fer i efectuar tot el sobre dit, vós criem i fem Capità i Justícia Major al dit poble que així pobleu (...) i vós obeeixin i acatin (...) i compleixin els vostres manaments. | » |
| — Pedro de la Gasca | | |   |

### Dependència de la governació de Nova Extremadura
Juan Núñez de Prado va partir de Potosí el 1549 i va fundar la ciutat d'El Barco el 29 de juny de 1550 al centre-sud de l'actual província de Tucumán. Poc després va arribar a la zona Francisco de Villagra, qui portava tropes a Xile per al governador Valdivia, qui va entrar en conflicte amb Núñez de Prado i va reclamar que la fundació era al territori de Valdivia (el vèrtex nord-est de la jurisdicció de Valdivia era a prop de l'actual San Miguel de Tucumán). Núñez de Prado va haver de accedir a quedar-se a El Barco com a tinent governador sota jurisdicció de Xile. No obstant això, en allunyar-se Villagra, va traslladar la ciutat d'El Barco a l'actual província de Salta, fora del territori de Valdivia (El Barco II, el 1551) reassumint seu càrrec anterior. Davant la negativa de La Gasca i l'hostilitat indígena va tornar a traslladar la ciutat (El Barco III, el 1552) situant-la en a l'actual província de Santiago del Estero i fora de la jurisdicció de Xile.
Com que no tenia notícies des del Tucumán, Valdivia va decidir destituir Núñez de Prado, i el 14 d'octubre de 1552 va nomenar a Francisco de Aguirre com el seu lloctinent general de La Serena amb jurisdicció fins a l'oceà Atlàntic, i el va enviar a El Barco.
| « | (castellà) ... digo y declaro de nuevo por esta mi provisión, que os crío, nombro e proveo en su cesáreo nombre por mi lugar-teniente general de la dicha ciudad de la Serena y sus términos e jurisdiccion, y de las demás ciudades villas y lugares que poblaredes en la demarcacion y paraje de ella hasta la mar del Norte conforme a como yo tengo la comisión de S. M. por sus reales provisiones cerca del descubrir y conquistar y poblar. | (català) ... dic i declaro de nou per aquesta provisió meva, que us va criar, nomeno i proveeixo en el seu cesari nom pel meu lloc-tinent general de la dita ciutat de La Serena i els seus termes i jurisdicció, i de les altres ciutats viles i llocs que pobleu a la demarcació i paratge d'ella fins a la mar del Nord acord amb com jo tinc la comissió de S. M. per les seves reials provisions per que fa al descobrir i conquerir i poblar. | » |

La Serena havia estat refundada per Aguirre el 26 d'agost de 1549 i la jurisdicció donada a ell s'estenia des del paral·lel 26 ° S fins al riu Choapa, i des de l'oceà Pacífic 100 llegües cap a l'est, amb la qual cosa no arribava a l'oceà Atlàntic (o mar del Nord) i Valdivia excedia la seva jurisdicció.
Aguirre va es va situar i es va apoderar d'El Barco III el 20 de maig de 1553, on va prendre presoner a Núñez de Prado i el va enviar a Xile. Finalment va traslladar la ciutat una mica més al nord, i la va refundar el 25 de juliol de 1553 amb el nom de Santiago del Estero.

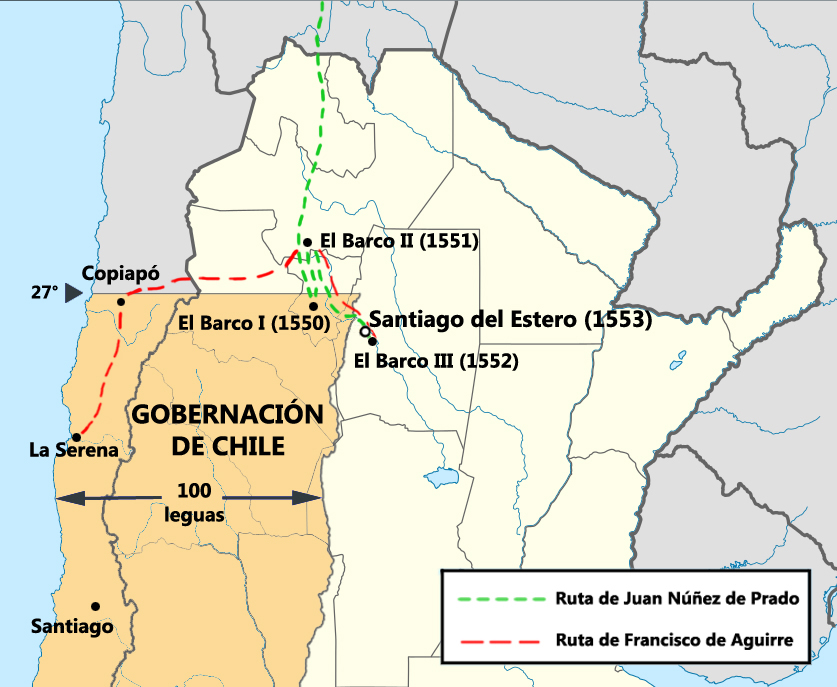
Situació geogràfica dels tres assentaments de la ciutat El Barco. El Barco (I), fundada per Juan Núñez de Prado el 1550, es trobava dins de la jurisdicció de la Governació de Xile, pel que va ser traslladada en 1551 (El Barco II). A l'any següent, per ordre de la Reial Audiència de Lima, es va traslladar novament més cap al sud, a l'actual territori de la província de Santiago del Estero (El Barco III). El 1553, Francisco de Aguirre va prendre El Barco (III) i va usurpar el poder, traslladant-la cap a una nova ubicació i donant-li el nom de Santiago del Estero del Nuevo Maestrazgo

A l'assabentar-se de la mort de Valdivia al març de 1554, Aguirre es va proclamar governador i capità general d'aquestes províncies del nou maestrat de Santiago i de la ciutat de La Serena, que Valdivia li havia concedit a comptar des del moment de la seva mort. Després va partir de tornada a Xile pretenent heretar la governació de Valdivia i va deixar a Juan Gregorio Bazán com el seu tinent governador. Però el Rei no va considerar les dues pretensions d'Aguirre basades en el testament de Valdivia
El 13 de febrer de 1555, la Reial Audiència de Lima va reconèixer els títols i drets de Juan Núñez de Prado i va ordenar la seva restitució al càrrec, cosa que no es va produir, ja que va morir poc després.
| « | (castellà) Conviene que dicho capitán Juan Núñez de Prado, vuelva a gobernar y administrar como antes lo solía hacer, la ciudad de El Barco que él hizo poblar en dicha provincia del Tucumán y los demás pueblos de españoles e indios, tierra y términos que tenía poblada y conquistada en la provincia del Tucumán, Juríes y Diaguitas, al tiempo que salió de ellas... Y mandamos a todos los Cabildos de todas las ciudades y villas de las provincias de Chile, de estos reinos y provincias del Perú, Tucumán, Juríes y Diaguitas, que no impidan ni estorben a dicho capitán en el ejercicio de su cargo; ni lo molesten ni perturben... | (català) Convé que aquest capità Juan Núñez de Prado, torni a governar i administrar com abans ho solia fer, la ciutat de El Barco que ell va fer poblar en aquesta província del Tucumán i els altres pobles d'espanyols i indis, terra i termes que tenia poblada i conquerida a la província del Tucumán, Juríes i Diaguitas, alhora que va sortir d'elles ... i manem a tots els Cabildos de totes les ciutats i viles de les províncies de Xile, d'aquests regnes i províncies del Perú, Tucumán, Juríes i diaguitas, que no impedeixen ni destorbin a aquest capità en l'exercici del seu càrrec; ni el molestin ni pertorbin ... | » |

El governador de Xile va designar a Rodrigo de Aguirre com de tinent de governador, qui va assumir al febrer de 1556 i després va haver de sufocar un intent de destituir per part dels partidaris de Núñez de Prado. En morir aquest, Xile va seguir governant el Tucumán, i a l'octubre de 1557 va assumir Miguel de Ardiles com a tinent de governador.
En 1557, el nou virrei del Perú, Andrés Hurtado de Mendoza, va nomenar al seu fill García Hurtado de Mendoza com a governador de Xile, qui va arribar a La Serena i va arrestar a Francisco d'Aguirre. El virrei va autoritzar al seu fill a nomenar un tinent de governador per al Tucumán, que ja no es limitava a les 100 llegües assignades a Valdivia:
| « | (castellà) ...ya vuestra excelencia sabe como las provincias de tucumán estan vacas por fin e muerte de juan nuñez de prado y que su magestad y vuestra excelencia en su Real nombre pueden proveer persona que govierne aquellas provincias... | (català) ... ja vostra excel·lència sap com les províncies de tucumán estan vaques per fi i mort de Juan Nuñez de Prado i que la seva majestat i la vostra excel·lència en el seu Reial nom poden proveir persona que governi aquelles províncies ... | » |

Enviat per García Hurtado de Mendoza, al maig de 1558 es va fer càrrec de la tinença de govern Juan Pérez de Zurita. Va ser qui va aconseguir la pau amb el cacic diaguita Juan Calchaquí i va fundar 3 ciutats: Londres de la Nueva Inglaterra (el 24 de juny de 1558 a la vall del Quinmivil), Córdoba de Calchaquí (al març de 1559 a les valls Calchaquíes) i Cañete (en 1560 en el lloc on va estar El Barco I). El 25 de juliol de 1554, el futur rei Felip II d'Espanya es va casar amb Maria Tudor d'Anglaterra, i Pérez de Zurita va resoldre reemplaçar el nom de Tucumán pel de Nueva Inglaterra. Preveient el seu relleu i el del seu fill a Xile, el 22 de febrer de 1560 el virrei Andrés Hurtado de Mendoza va disposar que «continués el dit Pérez de Zurita governant allí fins que el virrei altra cosa proveís», de manera que el tinent de governador del Tucumán va deixar temporalment de ser designat des de Xile.
El 29 d'abril de 1561, la Reial Audiència de Charcas (instal·lada aquest any) va deixar sense efecte la dependència del Tucumán del governador de Xile. Però aquest any hi va haver canvi de govern a Lima i a Xile. Va ser llavors que Gregorio de Castañeda va assumir com a tinent de governador nomenat pel nou governador de Xile, Francisco de Villagra, abans de conèixer-se la decisió de l'Audiència. Castañeda va arrestar Pérez de Zurita, va restablir el nom Tucumán en comptes de Nueva Inglaterra, i va provocar la revolta diaguita liderada per Juan Calchaquí. Castañeda va fundar la ciutat de Nieva a la vall de Jujuy el 20 d'agost de 1561, i va traslladar Londres a la vall de Conando el 1562.
No obstant això, les quatre ciutats del Tucumán van ser destruïdes pels indígenes aquest any, romanent només Santiago del Estero que va quedar aïllada. En aquestes condicions Castañeda va abandonar el seu càrrec i va marxar a Xile.

### Gobernació del Tucumán
A principis de 1563, el virrei Diego López de Zúñiga y Velasco va decidir nomenar com a governador del Tucumán, Juríes i Diaguites a Francisco de Aguirre, tallant definitivament la dependència de Xile. Una reial cèdula del 29 d'agost de 1563 del rei Felip II va formalitzar la separació de la governació de Xile i la va traspassar al districte de la Reial Audiència de Charcas, assenyalant que:
| « | (castellà) Habemos acordado apartar la dicha gobernación de Tucumán, Juríes y Diaguitas de la dicha gobernación de Chile e incluirlas en el distrito de la dicha audiencia de Las Charcas. | (català) Hem acordat apartar la dita governació de Tucumán, Juríes i Diaguitas d'aquesta governació de Xile i incloure-les al districte d'aquesta audiència de Las Charcas. | » |

Per ordre d'Aguirre, Diego de Villarroel va fundar la ciutat de San Miguel de Tucumán y Nueva Tierra de Promisión el 31 de maig de 1565 a Ibatín. El 1566 va esclatar una revolta, Aguirre va ser enviat pres a Lima i de camí, els revoltats Jerónimo de Holguín, Diego de Heredia i Juan de Berzocana van fundar la vila de Càceres al costat del riu Pasaje sense les formalitats previstes. Diego Pacheco va ocupar el càrrec de governador, i el 15 d'agost de 1567 va formalitzar la fundació de la ciutat Nuestra Señora de Talavera del Esteco sobre la base de la vila de Càceres. En 1569 Aguirre va tornar al Tucumán com a primer governador nomenat pel rei.

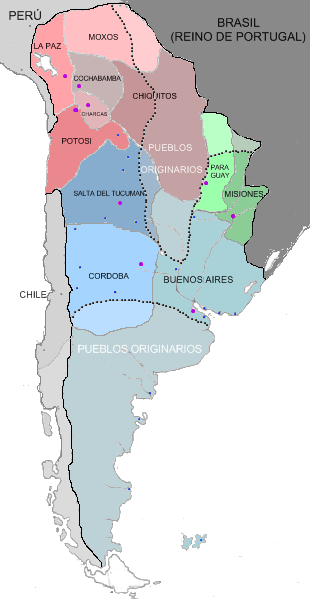
Mapa del Virregnat del Riu de la Plata, c. 1776

La diòcesi del Tucumán va ser creada el 14 de maig de 1570 per la butlla «Super specula militantis Ecclesiae» del papa Pius V amb seu a la ciutat de Santiago del Estero. El seu primer bisbe va ser l'dominic portuguès Francisco de Victoria, que es va fer càrrec de la diòcesi el 1582.
La ciutat de Córdoba de la Nova Andalusia va ser fundada el 6 de juliol de 1573 pel governador Jerónimo Luis de Cabrera al territori dels comechingones, després de la qual cosa va arribar al riu Paraná, i el 18 de setembre de 1573 va fundar el port de San Luis del Paraná a la confluència amb el riu Carcarañá. Allà va disputar amb Juan de Garay per la possessió del lloc, però el rei va atorgar a l'adelantado Juan Ortiz de Zárate «totes les poblacions que qualsevol altres capitans haguessin fundat en espai de dues-centes llegües, des dels marges del Riu de la Plata, a la banda del sud, fins a la Governació del regne de Xile».
El 13 d'octubre de 1575, per ordre del governador Gonzalo de Abreu y Figueroa, Pedro de Zárate va fundar San Francisco de la Nueva Provincia de Álava, a l'actual San Salvador de Jujuy; aquesta va ser destruïda el 25 de maig de 1576 pel dels indígenes. El 1577 Abreu va fundar la ciutat de San Clemente de la Nueva Sevilla a l'actual localització de Chicoana, que és on va estar situada Córdoba de Calchaquí. També va durar pocs dies, després de lluitar contra els calchaquíes. Al sud-est de l'actual Rosario de Lerma, va fundar per segona vegada San Clemente, que també va ser arrasada. Després la va fundar per tercera vegada i també va ser destruïda.
Hernando de Lerma va fundar la ciutat de San Felipe de Lerma en el Valle de Salta el 16 d'abril de 1582. El 20 de maig de 1591, el governador Juan Ramírez de Velasco va fundar Ciudad de Todos los Santos de la Nueva Rioja, i l'any següent va fundar Madrid de las Juntas o Vila de Nueva Madrid a la confluència dels rius Pasajes i Piedras. El 19 d'abril de 1593, Francisco de Argañaraz y Murguía va fundar la ciutat de San Salvador de Velasco en el Valle de Jujuy.
El 1609, el governador Alonso de Rivera va fusionar Talavera del Esteco i Madrid de las Juntas en una nova població anomenada Talavera de Madrid (coneguda com a Esteco), a tres llegües a l'oest de l'última. Al maig de 1607, va fundar a les valls Calchaquíes la ciutat de San Juan de la Rivera de Londres. Entre 1630 i 1637 es va produir la segona guerra calchaquí, durant la qual es va erigir el fort del Pantà (a 40 km de Aimogasta, a La Rioja), conservat fins a 1730 i redescobert el 1914. Fernando de Mendoza Mate de Luna va fundar San Fernando del Valle de Catamarca el 1683.
Amb la fundació de la Reial Audiència de Buenos Aires en el 6 d'abril de 1663, el Tucumán va ser traspassat al seu territori jurisdiccional, tot i que efímerament, ja que al 31 de desembre de 1671 es va ordenar extingir aquesta fundació i retornar-la al districte de Las Charcas.
El setembre del 1692, un terratrèmol va destruir la ciutat de Talavera de Madrid, que no es va tornar a refundar.
El 1699, es va traslladar des de Santiago del Estero la seu episcopal, portant-la a Córdoba. El 1700, el governador Juan de Zamudio va traslladar la seu civil del govern des de Santiago del Estero a Salta.
Dins de la governació de Tucumán va existir des 1596-1624 el Corregiment d'indis d'Humahuaca, Casabindo i Cochinoca (o de la Vall d'Omaguaca).
A la jurisdicció de Córdoba van ser creades les següents parròquies durant el període de la governació: La Asunción (Ciutat de Córdoba, 1642), Nuestra Señora del Rosario (Villa del Rosario, 1704), Inmaculada Concepción (Villa Ascasubi, 1723), Nuestra Señora del Rosario (Tulumba, 1740), Inmaculada Concepción (Ríu Cuarto, 1746), San Agustín en Calamuchita (1762), Nuestra Señora del Rosario (Salsacate, 1765), Nuestra Señora del Rosario (Villa María del Río Seco, 1772), Nuestra Señora del Rosario (Cosquín, 1780), Nuestra Señora de la Merced (Alta Gracia, 1781).
La governació del Tucumán va ser una de les jurisdiccions que van ser posades sota el comandament de Pedro de Cevallos com a virrei provisori per a la guerra amb Portugal, les que el 1777 van ser constituïdes en el virregnat del Riu de la Plata. En crear-se el sistema d'intendències en el Riu de la Plata el 1782, la governació del Tucumán va haver de passar a constituir la intendència de San Miguel de Tucuman, però el 1783 es va decidir no establir-la i va ser dividida entre la intendència de Salta del Tucumán i la intendència de Córdoba del Tucumán (que va incorporar el corregiment de Cuyo).
Un reial decret del 25 de juliol de 1782 va manar restablir la Reial Audiència de Buenos Aires, quedant el Tucumán en la seva jurisdicció.

## Governadors del Tucumán

### Capità depenent del Perú
- Juan Núñez de Prado (1549-1553)

### Tinents governadors dependents de Xile
- Francisco de Aguirre (1553-1554)
- Juan Gregorio Bazán (1554-1556)
- Rodrigo de Aguirre (1556-1557)
- Miguel de Ardiles (1557-1558)
- Juan Pérez de Zurita (1558-1561)
- Gregorio de Castañeda (1561-1563)

### Governadors dependents del virregnat del Perú
- Francisco de Aguirre (1563-1567)
- Diego Pacheco (1567-1569)
- Francisco de Aguirre (1569-1570)
- Pedro Diego de Arana (1570) Interí
- Nicolás Carrizo (1570-1571)
- Jerónimo Luis de Cabrera (1571-1574)
- Gonzalo de Abreu y Figueroa (1574-1580)
- Hernando de Lerma (1580-1584)
- Alonso de Cepeda (1584-1586)
- Juan Ramírez de Velasco (1586-1593)
- Fernando Ortiz de Zárate (1593-1595)
- Pedro de Mercado de Peñaloza (1595-1600)
- Francisco Martínez de Leiva (1600-1602)
- Francisco de Barraza y Cárdenas (1602-1605)
- Alonso de Ribera (1606-1611)
- Luis de Quiñones Osorio (1611-1619)
- Juan Alonso de Vera y Zárate (1619-1627)
- Felipe de Albornoz (1627-1637)
- Francisco de Avendaño y Valdivia (1638-1640)
- Gil de Oscáriz Beaumont y Navarra (1641-1642)
- Jerónimo Luis de Cabrera y Garay (1642)
- Miguel de Sesse (1642-1643)
- Baltasar Pardo de Figueroa (1643-1644)
- Gutierre de Acosta y Padilla (1644-1649)
- Francisco Gil de Negrete (1649-1651)
- Roque Nestares Aguado (1651-1655)
- Alonso Mercado y Villacorta (1655-1660)
- Jerónimo Luis de Cabrera y Garay (1660-1662)
- Lucas de Figueroa y Mendoza (1662-1663)
- Diego de Trejo (1663)
- Pedro de Montoya (1663-1664)
- Alonso de Mercado y Villacorta (1664-1670)
- Ángel de Peredo (1670-1674)
- José de Garro (1674-1678)
- Juan Diez de Andino (1678-1681)
- Antonio de Vera Mujica (1681)
- Fernando de Mendoza y Mate de Luna (1681-1686)
- Tomás Félix de Argandoña (1686-1690)
- Ignacio Ibáñez del Castrillo (1690-1691)
- Martín de Jáuregui (1691-1696)
- Juan de Zamudio (1696-1702)
- José de la Torre Vela (1702)
- Gaspar de Barahona (1702-1707)
- Esteban de Urizar y Arespacochaga (1707-1724)
- Isidoro Ortiz de Haro (1724-1725)
- Alonso de Alfaro (1725-1726)
- Baltasar de Abarca y Velasco (1727-1730)
- Manuel de Arche (1730-1732)
- Juan de Armaza y Arregui (1732-1735)
- Matías de Anglés y Gortari (1735-1738)
- Juan de Santiso y Moscoso (1738-1743)
- Juan Alonso Espinosa de los Monteros (1743-1749)
- Juan Victorino Martínez de Tineo (1749-1754)
- Juan Francisco Pestaña Chamucero (1754-1757)
- José de Cabrera (1757-1758)
- Joaquín Espinosa y Dávalos (1758-1764)
- Juan Manuel Fernández Campero (1764-1769)
- Gerónimo Luis de Matorras (1769-1775)
- Francisco Gabino Arias (1775-1776)

### Governadors dependents del virregnat del Riu de la Plata
- Francisco Gabino Arias (1776-1777)
- Antonio de Arriaga (1777-1778)
- Andrés de Mestre (1778-1782)